# Goldschatz von Caldas de Reis

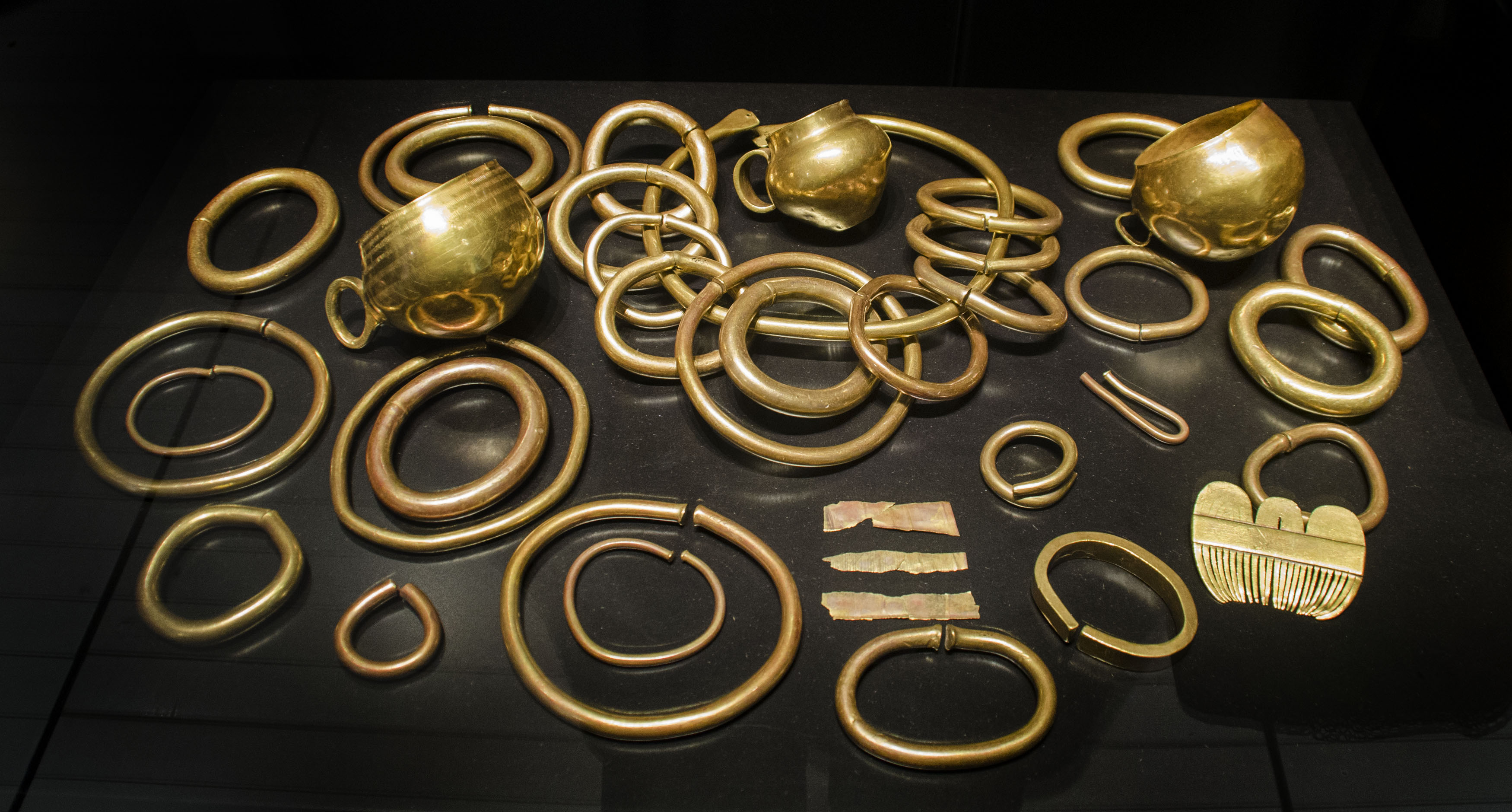
Goldschatz von Caldas de Reis

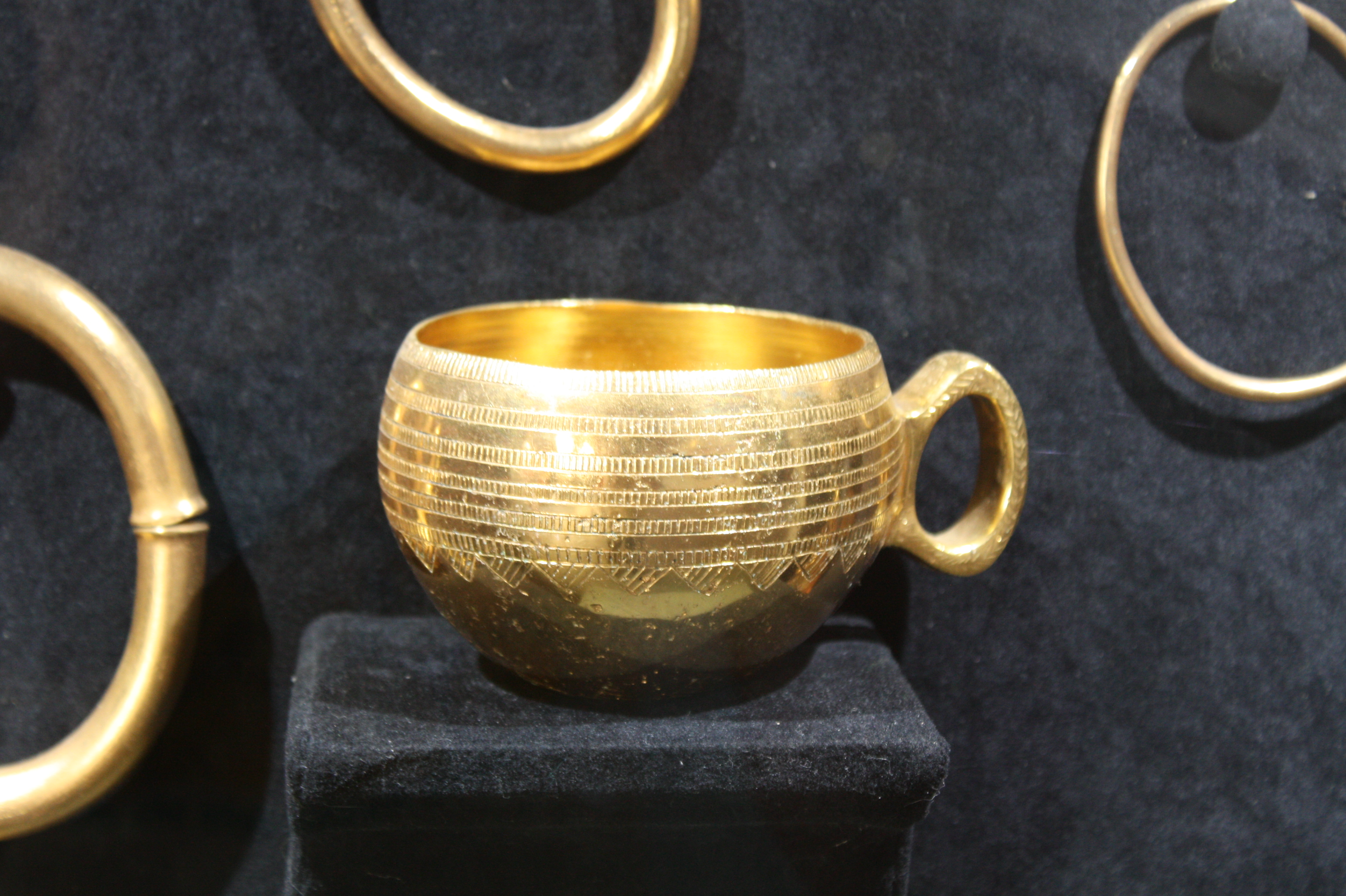
Henkeltasse oder Krug

Der Goldschatz von Caldas de Reis (auch Schatz von Silgadas) ist ein aus 36 Einzelstücken bestehender bronzezeitlicher Hortfund mit einem Gesamtgewicht von annähernd 15 kg (ursprünglich etwa 25 kg). Er befindet sich heute im Museo de Pontevedra in der Provinzhauptstadt Pontevedra in Galicien im Nordwesten Spaniens.

## Geschichte
Der ungeschützt im Erdreich liegende Goldschatz wurde am 20. Dezember 1940 bei Grabungsarbeiten von Landarbeitern in nur 20 cm Tiefe entdeckt. Man beschloss, den Fund versteckt zu halten und ihn nach und nach zu verkaufen, doch wurde die Guardia Civil im Juni 1941 auf das Treiben aufmerksam und beschlagnahmte, was noch übrig war. Noch im selben Monat suchten Archäologen den Aufbewahrungsort in der örtlichen Kaserne der Guardia Civil auf, wo sie den historischen und archäologischen Wert des Fundes erkannten. Die Nachricht von seiner Entdeckung erschien im Jahr 1942 in der Ausgabe 264 des Bulletins der Royal Galician Academy.

## Teile
Der heute noch vorhandene Schatz besteht aus
- drei Schüsseln (oder Tassen) mit Henkel
- einem Kamm
- über 30 Armreifen und Halsringen mit verschiedenen Durchmessern

## Bedeutung
Der Goldschatz von Caldas de Reis ist der umfangreichste Fund seiner Art auf der Iberischen Halbinsel. Sein Fundort liegt nur etwa 6 km vom Meer bzw. von der Meeresbucht Ría de Arousa entfernt, was seine Entstehung im Zusammenhang mit einem bereits entwickelten Seehandel der Zeit um 1800 oder 1700 v. Chr. wahrscheinlich macht. Ob der Schatz durch Raub, Unglück (z. B. Schiffshavarie) oder Handel zusammenkam, ist letztlich nicht mehr zu ermitteln. Auch über seine Zugehörigkeit zu einer Stammesgruppe bzw. einem Clan oder zu einer (Herrscher-)Familie besteht Unklarheit. Ebenso kann über den Grund und den Zeitpunkt seines Erdverstecks nur spekuliert werden.